# گوره (استان اشوی‌داشکسیه)
گوره (به لهستانی: Góry) یک منطقهٔ مسکونی در لهستان است که در گمینا میخاووو واقع شده‌است.